# Пошевка
Пошевка (пол. Poszewka) — село в Польщі, у гміні Медзна Венґровського повіту Мазовецького воєводства.
Населення — 166 осіб (2011).
У 1975-1998 роках село належало до Седлецького воєводства.

## Демографія
Демографічна структура станом на 31 березня 2011 року:
|          | Загалом | Допрацездатний вік | Працездатний вік | Постпрацездатний вік |
| -------- | ------- | ------------------ | ---------------- | -------------------- |
| Чоловіки | 84      | 15                 | 54               | 15                   |
| Жінки    | 82      | 14                 | 45               | 23                   |
| Разом    | 166     | 29                 | 99               | 38                   |